# هلن کریگ
هلن کریگ (به انگلیسی: Helen Craig؛ زادهٔ ۳۰ اوت ۱۹۳۴) مصور و نویسنده انگلیسی کتاب‌های کودکانه می‌باشد که بیشتر بخاطر خلق مجموعهٔ کتاب‌های کودکانهٔ آنجلینا بالرینا با نویسندهٔ کاترین هولابرد شناخته می‌شود.